# Cha-La Head-Cha-La

|-
"Cha-La Head-Cha-La" (チャラ・ヘッチャラ, Chara Hetchara) é uma canção que serviu como o primeira canção-tema de abertura da série de anime Dragon Ball Z e é o décimo quinto single lançado pelo cantor japonês Hironobu Kageyama. Foi lançado exclusivamente no Japão, em vinil, cassette e mini CD. A música foi lançada junto do tema de encerramento "Detekoi Tobikiri Zenkai Power!", que é cantando por Manna. Durante os primeiros 199 episódios e os primeiros nove filmes da série ela foi usada como canção de abertura. Ela foi regravada em diversas línguas, a versão em inglês foi cantada pelo próprio Goku e foi lançada em 1996 no álbum Mixture. Na dublagem feita pela Álamo no Brasil a canção foi interpretada por Rodrigo Firmo.

## Desenvolvimento
Na época em que recebeu o convite para gravar a canção, Kageyama já estava lendo o mangá Dragon Ball há algum tempo na Shonen Jump. Ele afirmou que ficou muito surpreso quando recebeu tal oferta. Kageyama considera está música seu melhor trabalho já que quando as pessoas a cantam ficam felizes. 

### Lista de faixas
1. "Cha-La Head-Cha-La"
2. "Detekoi Tobikiri Zenkai Power!" (でてこいとびきりＺＥＮＫＡＩパワー！, Detekoi Tobikiri Zenkai Pawā!)

## Recepção
Venceu o Prêmio de Letra do Heisei Anisong Grand Prix (1989-1999).
O site NetLab, da ITMedia, organizou um ranking das 21 melhores músicas de Kageyama por votação popular, e "Cha-La Head-Cha-La" ficou na terceira colocação. O mesmo tipo de votação foi feito pelo site Anime Anime, onde a mesma canção ficou em primeiro lugar.

## Relançamento
Em 2005, Kageyama foi convidado novamente para gravar uma nova versão de "Cha-La Head-Cha-La" intitulada "Cha-La Head-Cha-La (2005 Ver.)". Esta versão tem uma composição completamente diferente. Ela foi lançada junto de "We Gotta Power (2005 Ver.)" que também foi cantada por ele. Uma versão "auto-cover" de Kageyama foi lançada exclusivamente para iTunes; no entanto tal versão omite "Cha-La Head-Cha-La (2005 ver. Instrumental)" e não apresenta a versão "mobi[le-re]make" da mesma. A nova versão também serviria como a canção-tema para a versão japonesa do jogo Super Dragon Ball Z, lançado quatro meses depois. A colocação mais alta que esta versão alcançou na Oricon foi 118º lugar.

### Lista de faixas
1. Cha-La Head-Cha-La (2005 ver.)
2. We Gotta Power (2005 ver.)
3. Cha-La Head-Cha-La (DJ Dr.Knob Remix)
4. We Gotta Power (Yuki Nakano Remix)
5. Cha-La Head-Cha-La (mobi[le-re]make version)
6. Cha-La Head-Cha-La (2005 ver. Instrumental)
7. We Gotta Power (2005 ver. Instrumental)

## Letra
Hikaru kumo tsukinuke fly away (fly away)
Karada-juu ni hirogaru panorama
Kao wo kerareta chikyuu ga okotte (okotte)
Kazan wo bakuhatsu saseru
Toketa koori no naka ni
Kyouryuu ga itara tamanori shikomitai ne
Cha-la head cha-la
Nani ga okite mo kibun wa heno-heno kappa
Cha-la head cha-la
Mune ga pachi-pachi suru hodo
Sawagu genki-dama
sparking!
Sora wo kyuukouka jet coaster (jet coaster)
Ochite yuku yo panikku no sono e
Keshiki sakasa ni naru to yukai sa (yukai sa)
Yama sae o-shiri ni mieru
Nayamu jikan wa nai yo
Doko ka ni hisomu "bikkuri" ni aitai kara
Cha-la head cha-la
Atama-karappo no hou ga yume tsumekomeru
Cha-la head cha-la
Egao urutora z de
Kyou mo ai-yai-yai-yai-yai
Cha-la head cha-la
Nani ga okite mo kibun ha heno-heno kappa
Cha-la head cha-la
Mune ga pachi-pachi suru hodo
Sawagu genki-dama
sparking!

## Covers
Desde seu lançamento, a canção foi regravada por muitos artistas. Em 2001, o Anipara Kids gravou uma nova versão para o álbum Club Ani para presents: Ani para Best & More. Em 2004, o álbum de compilação Anime Trance 2 conteve uma versão de Tora + R-SEQ. As compilações Anime Speed e Speed Buyuden, lançadas em 2005 e 2006, respectivamente, tiveram uma versão de Lee Tairon.
A banda italiana Highlord gravou uma versão da música que aparece como faixa bônus na versão japonesa de seu álbum Instant Madness. A banda especializada em covers de canções de animes Animetal também gravou sua própria versão que cantada pelo vocalista Eizo Sakamoto ao estilo do heavy metal da década de 1980. Tal versão esteve presente pela primeira vez em Animetal Marathon VII como parte do medley "Jump Into The Fire mini-Marathon" no final do disco aparece no CD/DVD Decade of Bravehearts. No álbum de compilação de 2007 Zakkuri! Paratech a canção fez parte de um megamix cantado pelos 777BOYS. Eles, mais tarde, juntaram-se com Pinpon e produziram uma outra versão para o disco J-Anime! Hyper Techno & Trance.
A adaptação em anime do mangá yonkoma Lucky Star substitui os convencionais temas de encerramento por paródias de canções famosas de animes, no quinto episódio da série a personagem principal, Konata, canta "Cha-La Head-Cha-La". Isso foi feito a pedido de Aya Hirano, a dubladora da personagem, que se diz uma grande fã de Kageyama. A canção foi mais tarde lançada como parte do CD de compilação dos encerramentos do anime. Em 2008, outra versão foi gravada para o álbum Hi-Speed Kirakira Jk.
No álbum V-Anime Rocks, um projeto de covers de bandas de visual kei para músicas de animes, a banda Sadie participou com sua versão.
Para o filme de 2013 Dragon Ball Z: Battle of Gods, a banda Flow fez um cover da música que foi lançada como um maxi single em 20 de março, junto com o tema de inserção do filme "Hero ~Kibō no Uta~".